# Bibiana Gallego Lancharro
Bibiana Gallego Lancharro (Calzadilla de los Barros, 2 de noviembre de 1799 - Madrid, c. 1867), conocida como Marquesa de Aguiar, fue una poeta y dramaturga española.

## Biografía
Nació en Badajoz en 1799 y, a los 17 años, contrajo matrimonio con Juan Bueno Fernández de la Maza, vecino de Moguer (Huelva), donde fijaron su residencia una vez casados. Tuvieron dos hijos, Eduardo y Bibiana, pero los problemas aparecieron desde muy pronto. En 1830, Gallego escribió un memorial al rey Fernando VII en el que decía de su esposo que era un hombre vicioso y que tenía una amante. Se separaron en 1817 y, en 1819, Gallego pidió el divorcio dando lugar a un proceso que terminó en 1833.
En 1834, su hija Bibiana se casó con 16 años sin el consentimiento materno con José María Ortega y Gómez. Sin embargo, Gallego consiguió anular ese matrimonio. Ese mismo año heredó el título de Marquesa de Aguiar de su tío, Antonio de Rozas y Colarte, que murió sin descendencia. A partir de entonces, firmó como Marquesa de Aguiar y cambió su nombre, abandonando el de Bibiana Gallego Lancharro. Mantuvo varios pleitos, tanto ella como su hijo, con otros miembros de la familia por la posesión del título. En 1855, vivió una temporada en Monesterio (Badajoz) para liquidar el patrimonio que poseía allí y en su pueblo de origen. Murió antes de 1867, ya que en ese año su hijo poseía el título de Marqués que le era reclamado por otra heredera.
En los Apuntes para un Diccionario de Escritoras españolas, publicado en septiembre de 1889 en la revista La España Moderna, figura además como autora de una comedia titulada No más lugar, y otra poesía, La pasión y muerte de nuestro Señor Jesucristo, aunque no existen más datos de ellas.

## Obra
Su trabajo más conocido es una obra breve dramática titulada La elección de Ayuntamiento, publicada en 1841, escrita en verso y que consta de un acto. En ella, Gallego hace una crítica al sistema político en el que se aceptaba el sufragio censitario para elecciones municipales cada dos años. El argumento de la obra es sencillo. En un lugar mediano de población de ubicación inconcreta aunque cercano a Ronda (Málaga) se van a celebrar elecciones municipales. Los agentes del cacique relatan como están comprando votos mediante promesas, amenazas y todo tipo de trucos. Su rival, don Pancracio, llega también a comprar votos con lo que se da cuenta de que ha caído en el sistema corrupto y se marcha del pueblo. La votación se lleva a cabo ante la presencia de un caballero que, atónito, pretende denunciar las irregularidades vistas. Pero, al darse cuenta, los seguidores del cacique le quieren dar una paliza por meterse donde no le llaman.
La obra tiene unidad de tiempo, ya que todo ocurre en menos de 24 horas, y de lugar, porque la acción se desarrolla en una misma población. Juega con equívocos basados en el doble sentido de las palabras, acaba en una paliza y aparecen todo tipo de personajes populares, comerciantes, contrabandistas, el alcalde, el sacristán... El lenguaje se adapta a los tipos del habla andaluz y vulgarismos de la zona. Su métrica comienza con redondillas y continua durante todo la pieza en romance.
Gallego también escribió una Oda a la paz o exhortación a los partidos políticos. Anatema a la guerra civil que fue publicada en Sevilla en 1848 y dedicada a la Infanta María Luisa Fernanda de Borbón, expulsada de Francia por la revolución de ese año. Aludía con su título a la segunda guerra carlista, aunque no la mencione expresamente. Culpa a ambos bandos de la sangre derramada. La obra está escrita en romance heroico y presenta a su autora como defensora de Isabel II aunque enemiga de las conflictos políticos.